# Pyrrhorachis cornuta
Pyrrhorachis cornuta är en fjärilsart som beskrevs av W. Warren 1896. Pyrrhorachis cornuta ingår i släktet Pyrrhorachis och familjen mätare. Inga underarter finns listade.